# Tramontana
Tramontana — суперкар, созданный Advanced Design Tramontana в Испании. Первая модель, Tramontana, созданная в 2006 году, имеет мощность 500 л. с. и может развивать скорость 260 км/ч. Дальнейшие модификации включают Tramontana R (2009, 720 л. с., максимальная скорость 325 км/ч), Tramontana S (2015, 580 л. с., 299 км/ч) и Tramontana XTR (2015, 888 л. с., 350 км/ч).

## Производитель
Компания Advanced Design (a.d.) основана в Испании в 2004 году с целью выпуска эксклюзивного суперкара, возрождающего традиции классических испанских автомобилей-люкс производства Hispano-Suiza и Pegaso. По словам основателя компании Джосепа Рубау, выпускника Королевского колледжа искусств, он искал возможность создать не «ещё один усреднённый проект суперкара с кучкой деталей „Феррари“ впереди и „Ламборгини“ сзади», а эксклюзивную модель, «заявление», которую будут покупать только несколько человек в год.
Производство Advanced Design расположено на территории бывшей фермы под Жироной в Испании, недалеко от Коста-Брава, на нём заняты около 150 работников, многие из конструкторов в прошлом проектировали гоночные машины. Основной вклад в создание автомобиля внесли основатель компании Джозеп Рубау, главный конструктор Пит Гири (Pere Giry), специалист по кузовам Хави Лопес (Xavi Lopez) и инженер Хорди Бальтасар (Jordi Baltasar).
По решению основателя компании, в год производится не более 12 экземпляров автомобилей Tramontana.

## Модели
Общее название серия автомобилей получила в честь дующего со стороны гор холодного ветра. В 2006 году представлена базовая модель a. d. Tramontana, в 2009 году — Tramontana R, в 2015 году — Tramontana S и Tramontana XTR.

### Tramontana
Сигаровидный корпус из алюминия и углепластика в стиле болидов «Формулы-1» образца 1960-х годов. Жёсткий алюминиевый кузов-монокок с жёстким креплением силовой установки и независимых подвесок передних и задних колёс на открытых сдвоенных рычагах. Сиденье водителя выклеено по углепластиковой матрице и подогнано под фигуру заказчика. Пассажирское место расположено за водителем и приподнято для улучшения обзора (что, в совокупности с прозрачным откидным колпаком усовершенствованной модели, породило сравнения с конфигурацией истребителей, где позади пилота сидит штурман). В версии-прототипе машина не имела бамперов, на Женевском автосалоне 2007 года серийная версия представлена уже с бамперами. В серийной версии появились также боковые воздухозаборники с увеличенной площадью и дуги безопасности для защиты водителя и пассажира в случае переворачивания машины. В алюминиевый кузов добавлены вставки из полированного красного дерева из Японии. Салон отделан кожей и полированным алюминием, по индивидуальным заказам кожа могла заменяться на змеиную или крокодиловую, также возможны вставки из титана, серебра или золота.
- Двигатель — V12 Mercedes-Benz M285 (аналогичный используемому в модели Maybach 57) с двумя турбокомпрессорами, мощность 500 л. с., объём 5,5 л[1].
- Набор скорости 100 км/ч — менее 4 секунд[1].
- Максимальная скорость — 260 км/ч[1].
- Каталожная цена — от 450 тысяч евро[1].

### Tramontana R

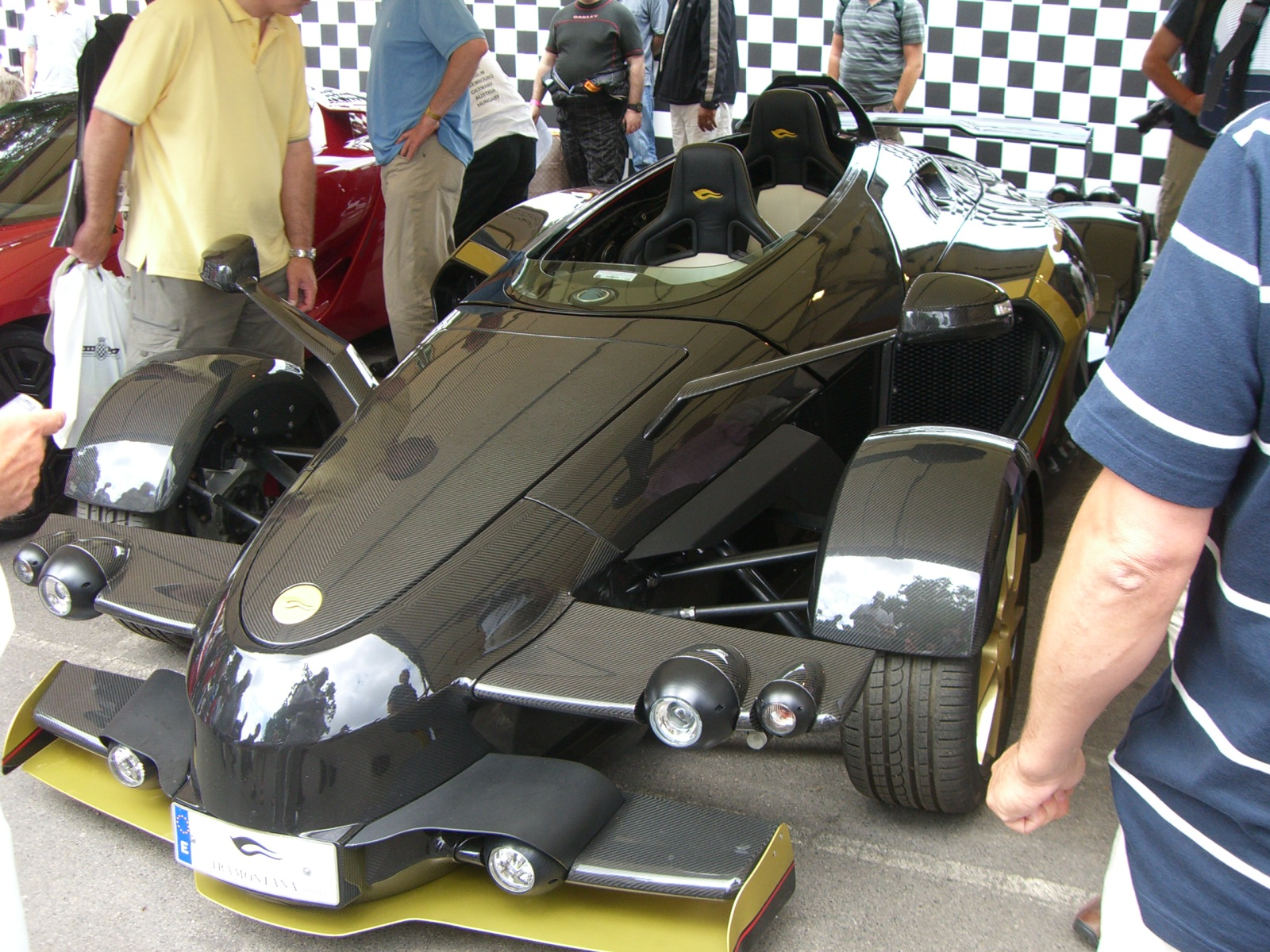
Tramontana R, 2009 год

5,5-литровый двигатель Mercedes-Benz сохранён, однако усилен комплект поршней и шатунов, заменён коленчатый вал. Модель отличают улучшенные турбокомпрессоры с изменяемой геометрией глубины и интеркулеры повышенной площади охлаждения. Итоговая мощность двигателя возросла до 720 л. с. На заднюю ось с помощью секвентальной 6-ступенчатой трансмиссии Hewland и самоблокирующегося дифференциала передаётся крутящий момент в 1100 Н·м. Улучшен кузов — масса нового углепластикового монокока составляла только 150 кг, суммарная масса машины без жидкостей снижена на 98 кг и составила 1268 кг. Часть элементов подвески для снижения неподрессоренных масс выполнены из алюминия, тормозные диски (диаметром 380 мм) выполнены из карбон-керамических композитов, что призвано снизить перегрев и деформацию. На выбор клиента салон может быть открытым или или оснащённым полностью откидывающимся «самолётным» колпаком из прозрачного пластика и композитных материалов. На модели установлен кондиционер с индивидуальными заслонками для водителя и пассажира и аудиосистема, приборную доску базовой модели сменил жидкокристаллический дисплей.
- Время набора скорости 100 км/ч — 3,5 секунды[1].
- Максимальная скорость — 325 км/ч (мощность и масса автомобиля, согласно производителю, позволяют достичь больших величин, но верхний предел ограничен искусственно из-за возможных проблем с аэродинамикой из-за открытых рычагов подвески)[1].
- Каталожная цена — 610 тысяч евро[1] (по другому источнику, от 385 тысяч[2]).

### Tramontana S
На автомобиль установлена более мягкая, чем у модели R, подвеска. Турбодвигатель дефорсирован до мощности 580 л. с., заменена трансмиссия: вместо секвентальной установлена 6-ступенчатая механическая коробка передач, более лёгкая в эксплуатации, по желанию клиента может устанавливаться роботизированная версия коробки передач.
- Время набора скорости 100 км/ч — 3,9 секунды[1].
- Максимальная скорость — 299 км/ч[1].
- Каталожная цена — 450 тысяч евро[1].

### Tramontana XTR
Проект модели пооявился в 2012 году, в 2015 году стали известны дополнительные технические данные. Мощность двигателя доведена до 888 л. с., на него поставлены новые низкоинерционные турбокомпрессоры и интеркулеры. Установлена 7-ступенчатая роботизированная коробка передач с двумя сцеплениями. Крутящий момент — 980 Н·м. Изменился состав кузова-монокока, теперь состоящего из углепластика и кевлара, за счёт чего его масса сократилась до 120 кг. Машина претерпела некоторые внешние изменения: передняя оптика, как и ранее, установленная на спойлере, разнесена в стороны и находится прямо перед передними колёсами, что придаёт модели внешнее сходство с британской Caparo T1. Увеличен диффузор, изменён контур заднего спойлера.
- Время набора скорости 100 км/ч — 3,2 секунды[1].
- Максимальная скорость — 350 км/ч[1].